# Crotalaria alemanniana
Crotalaria alemanniana är en ärtväxtart som beskrevs av Antonio Rocha da Torre. Crotalaria alemanniana ingår i släktet sunnhampor, och familjen ärtväxter. Inga underarter finns listade i Catalogue of Life.